# 弗賴峰 (奧地利)
47°12′02″N 10°25′43″E / 47.20068°N 10.42860°E

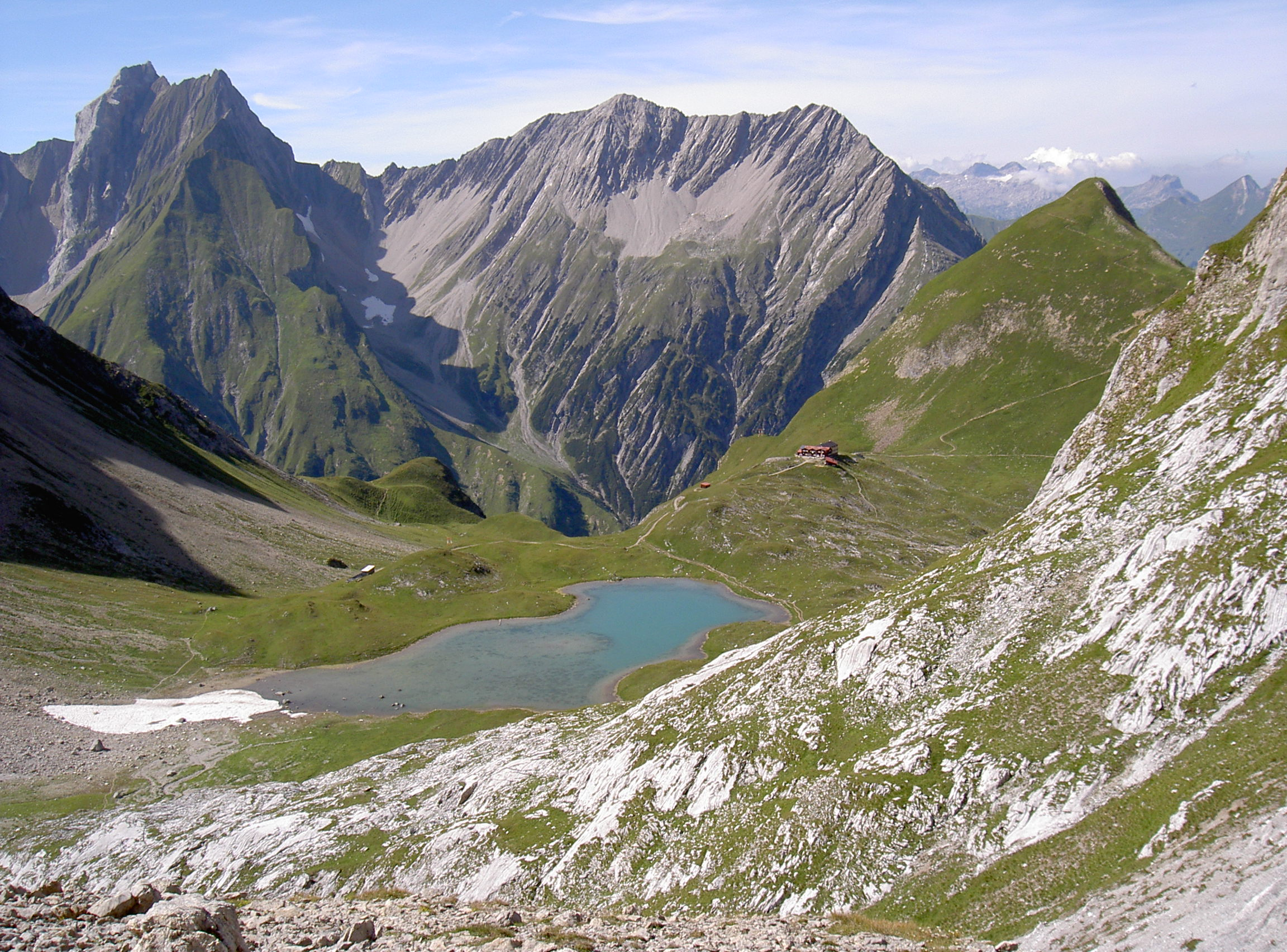

弗賴峰（德語：Freispitze），是奧地利的山峰，位於該國西部，由蒂羅爾州負責管轄，屬於萊希塔爾阿爾卑斯山脈的一部分，距離霍爾茨高爾韋特峰4.5公里，海拔高度2,884米，人類在1878年8月19日首次登頂。